# Jaera paroemia
Jaera paroemia é uma espécie de borboleta descrita por Hans Ferdinand Emil Julius Stichel em 1910. Jaera paroemia faz parte do gênero Jaera e família lycaenidae.